# 이현재 (1929년)
이현재(李賢宰, 1929년 12월 20일~)는 대한민국의 경제학자이며, 제16대 서울대학교 총장과 제20대 국무총리를 지냈다. 본관은 전주(全州)이다.

## 생애
충청남도 홍성 출신이다. 1953년 서울대학교 상과대학 경제학과를 나온 그는, 1969년에는 동 대학원에서 경제학 박사 학위를 받았다. 1953년 ~ 1956년 공군사관학교에서 교관(경제학 교수)으로 활동했고, 1958년 ~ 1959년에는 부산대학교 상과대학 전임강사, 1959년 ~ 1961년 부산대학교 상과대학 조교수, 1961년 ~ 1975년에는 서울대학교 상과대학에서 조교수와 부교수, 상과대학 교수를 역임했고, 1975년 ~ 1988년에는 서울대학교 사회과학대학 경제학과 교수를 역임했다.
1979년 ~ 1980년에는 동 대학 사회과학대학장, 1980년 ~ 1982년 서울대학교 부총장 서리, 1982년 ~ 1983년에는 부총장, 1983년 10월부터 ~ 1985년 7월까지는 제16대 서울대학교 총장을 역임했다. 노태우 정부가 출범한 1988년에는 국무총리 서리를 맡았고, 같은 해에 제20대 국무총리로 취임했다. 총리직에서 물러난 이후 한국문화경제학회 고문, 한국정신문화연구원(현 한국학중앙연구원) 원장, 대한민국학술원 정회원, 호암재단 이사장 등을 역임했다. 1995년부터 서울대학교 명예교수가 되었다.

## 친인척 관계
- 그의 사위는 서울대학교 의과대학 출신의 의학박사 및 예비역 대한민국 육군 군의관 대위 노동영 前 서울대학교 의과대학 교수, 현 강남차병원 원장이다.
- 그의 사돈은 서울대학교 의과대학 출신의 의학박사 및 예비역 대한민국 해군 군의관 대위 노관택 前 서울대학교 병원장이다.

## 학력
- 서울대학교 상과대학 경제학과 학사
- 서울대학교 대학원 경제학 석사
- 서울대학교 대학원 경제학 박사

## 참고 자료
- 이현재 Daum 데이터 사전

| 전임 김정렬 | 국무총리 서리 1988년 2월 25일 ~ 1988년 3월 1일 | 후임 이현재 |

| 전임 이현재 (서리) | 제20대 국무총리 1988년 3월 2일 ~ 1988년 12월 4일 | 후임 강영훈 (서리) |

| 전임 권이혁 | 제16대 서울대학교 총장 1983년 10월 27일 ~ 1985년 7월 20일 | 후임 박봉식 |